# Architekturgalerie München

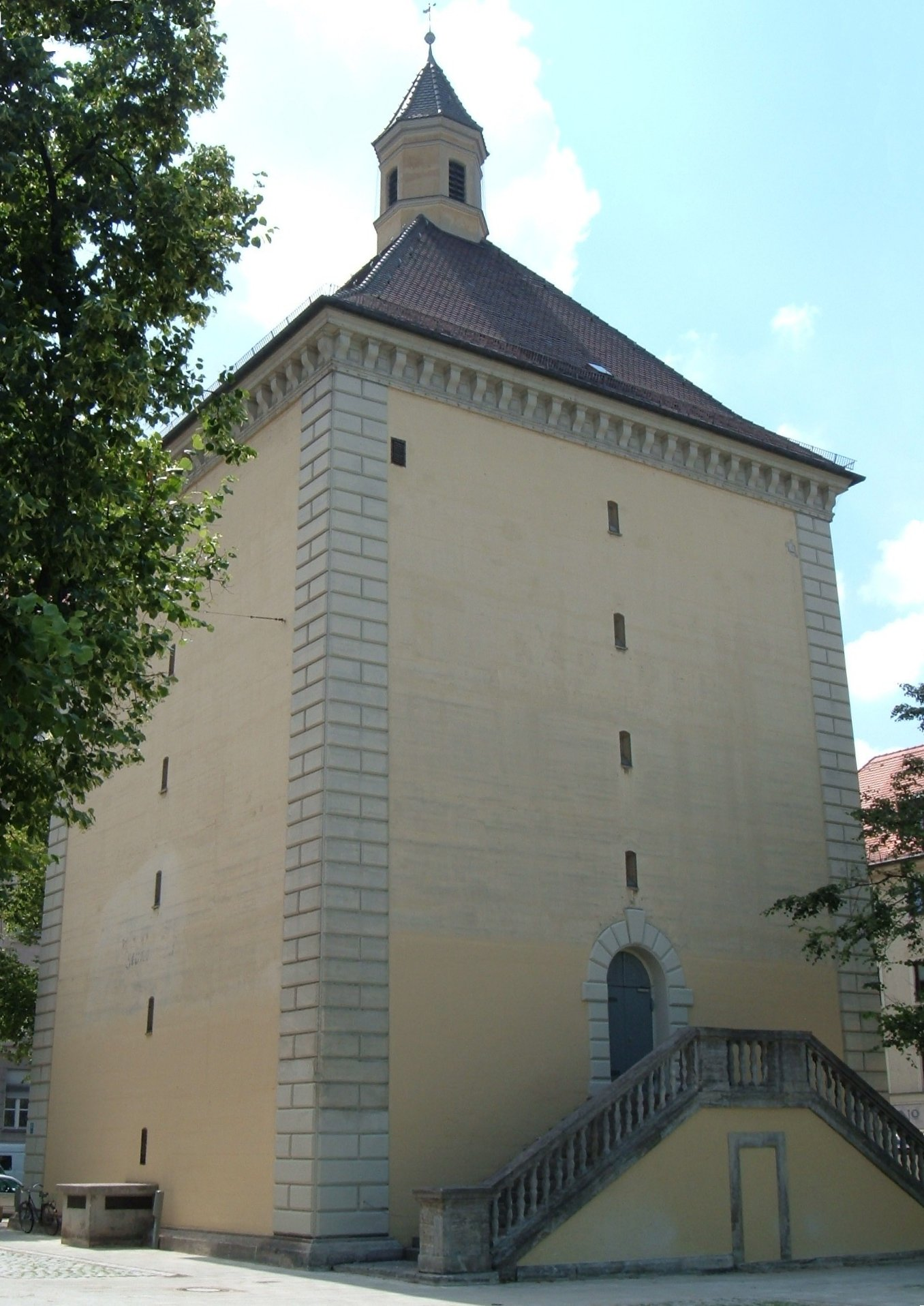
Hochbunker Blumenstraße

Die Architekturgalerie München versteht sich als Plattform für Diskussion um Architektur in ihrer Auseinandersetzung mit Raum, wie Fotografie, Video, Bühnenbild und Skulptur. Sie befindet sich im Hochbunker Blumenstraße in der Blumenstraße 22.

## Geschichte
Die Architekturgalerie wurde 1985 gegründet. Sie ist seit 1989 ein gemeinnütziger Verein und wird seit dem Umzug 1992 in die Türkenstraße von Nicola Borgmann geleitet. Im Zweijahreswechsel wird ein Vorstand gewählt. Sie veranstaltet regelmäßig Ausstellungen, Kunstprojekte und Vorträge. Außerdem ist sie als Herausgeber von Büchern tätig.

## Ausstellungen (Auswahl)
Seit 2000:
- 2024: FRAUEN BAUEN München
- 2024: BDA Preis Über Oberbayern
- 2022: Olympische Landschaft - Günther Grzimek. Regine Keller, The Pk Odessa Co.
- 2021: Häuser des Jahres 2021.
- 2021: Vision und Auktion. Christoph Hesse Architekten.
- 2021: Bauhaus in Bayern. Fotografien von Jean Molitor.
- 2021: Oberpfalz III. Peter Brückner ++ Volker Schwab.
- 2021: Oberpfalz II. Peter Haimerl ++ Andreas Schmid, Berschneider + Berschneider.
- 2021: Oberpfalz I. Jürgen Mayer H. ++ Michael Kühnlein.
- 2021: BÜRO WILHELM Verlag. Aktuelle Architektur der Oberpfalz IV.
- 2021: Deutscher Ziegelpreis 2021. Bundesverband der Deutschen Ziegelindustrie.
- 2020: Berschneider+Berschneider „präsentiert“.
- 2020: ÉTÉ. Sebastian Schels und Olaf Unverzart.
- 2020: Tiefe Oberflächen Matthias Loebermann. Bauten und Bilder.
- 2019: Klaus Kinold - Schöpferische Wiederherstellung. Diskussion Architekturfotografie.
- 2019: Schöpferische Wiederherstellung. Fotografien von Klaus Kinold.
- 2019: Tochtermann Wündrich. Icastic architecture.[3]
- 2017: Bruno Taut in Japan. Manfred Speidel.
- 2017: Inventur. Adolf Krischanitz.
- 2017: Ich sehe was...und das ist. Knerer + Lang.
- 2017: Das Erste Haus. 10. Bauwelt Preis 2017 im BUNKER.
- 2016: Topotek1. Creative Infidelities.
- 2016: Die Kunst der richtigen Distanz. gmp von Gerkan, Marg und Partner.
- 2016: Achterbahnen. Vortrag Dr. Ing. Werner Stengel.
- 2016: Material Ideal. mit Verena v. Beckerath, Donatella Fioretti und Armin Behles.
- 2016: Haltbar. Ingenieurbüro Hausladen.
- 2015: Verweile doch! Peter Haimerl, Jutta Görlich, Edward Beierle.
- 2015: Bauwelt Preis 2015. Das erste Haus.
- 2014: Helmut von Werz. Ein Architektenleben 1912–1990.
- 2014: Allmann Sattler Wappner. Optionen.
- 2014: HHF Architekten 'unfinished'
- 2014: Gottfried und Anton Hansjakob. Die Rheinaue in Bonn.
- 2014: MVRDV. 22 Jahre.
- 2014: Das Olympische Dorf München. Natalie Heger.
- 2014: Werner Wirsing. Diskussion.
- 2014: (un)gebaut ambivalent. Titus Bernhard Architekten.
- 2014: Luigi Snozzi. Aphorismen.
- 2013: Nieto Sobejano. Memory and Invention.
- 2013: Alte Meister - Junge Geister. 15 Häuser für je eine Familie.
- 2013: Rem Koolhaas – Delirious New York: Ein retroaktives Manifest für Manhattan.
- 2013: Widersprüchliches Ordnen. E2A Architekten.
- 2013: THEODOR FISCHER. PK Odessa, Lst für Städtebau u. Regionalplanung, TUM
- 2012: Bembé Dellinger.
- 2012: Henning Larsen Architects. What if..? Architektur im Dialog.
- 2012: sauerbruch hutton. arbeiten für münchen.
- 2012: Ferdinand Stracke: WohnOrt München. Stadtentwicklung im 20. Jahrhundert.
- 2011: BÜRO WILHELM Verlag. Baukulturführer 1-50.
- 2011: Palais Mai. L‘ Orangerie D‘Aujourd‘hui.
- 2011: Yes is more. BIG Bjarke Ingels Group.
- 2010: Panorama. Fotografien von Klaus Kinold.
- 2010: 03 Arch. Könnte München sein.
- 2009: Es liegt da, als ob es schliefe.. Sakralarchitektur von Andreas Meck.
- 2009: SteinZeit. Robert Meyer und Victoria von Gaudecker mit Sabrina Hohmann.
- 2009: Kiessler + Partner. 15 PROJEKTE.
- 2009: amandus sattler // out of office. Fotografien.
- 2008: Schmetterlinge & Knochen. Meili Peter Architekten.
- 2008: Gedenk- und Begegnungsstätte. Wolfgang Brune, Architekt BDA Katharina Gaenssler und Peter Neusser, Fotografie.
- 2008: Hild und K Architekten: Was vom Tag noch übrig blieb. Eine Collage zur Sanierung Schloss Hohenkammer.
- 2008: Olympiapark - Zukunft mit Vergangenheit. Neue Pläne für ein Stück architektonische Weltgeschichte.
- 2007: Donald Judd. Architecture in Marfa Texas.
- 2007: Gabor Benedek. Freistil Architektur – globale Helden und ihre Bauten.
- 2007: Janson + Wolfrum / Architektur + Stadtplanung. Städtebaupreis 2006, Ausstellung DASL.
- 2007: bogevischs buero. Ausstellung.
- 2007: Max Frisch (1911–1991). Eine Ausstellung der TU München.
- 2003: Auer + Weber. Arbeiten 1980 bis 2003 Works.
- 2003: Drei Bauten von Karl Schwanzer. Fotografiert von Sigrid Neubert.
- 2002: Pinakothek der Moderne. Ausgewählte Arbeiten vom Wettbewerb 1992.
- 2001: Friedrich Kurrent. Werkschau.
- 2001: Bolles+Willson. Sitze-Theater-Sedus-Luxor.
- 2001: MVRDV Office. Working environments.
- 2001: Hild und K. Lesesaal.
- 2001: Lederer, Ragnarsdóttir Oei. Drinnen ist anders als draußen.
- 2001: Gottfried Müller. Aufzeichnungen.
- 2000: BÜRO WILHELM Verlag. Aktuelle Architektur der Oberpfalz I.
- 2000: Julius Shulman. Photographie.
- 2000: Bernhard Edmaier. atelier erde.
- 2000: Bavaria 8 Theresienhöhe. Steidle/Ortner+Ortner/Hilmer+Sattler.

Vor 2000:
- 1999: Ingenhoven Overdiek und Partner. Hochhaus am Olympiapark.
- 1999: Betz Architekten.
- 1999: Peter Buddeberg. Werkschau.
- 1998: Eisele und Fritz. Einblicke in Bauten und Projekte.
- 1998: Reiner Seliger. Ziegelskulpturen.
- 1998: Auer und Weber. Drei Kulturbauten.
- 1998: Prof. Bernhard Winkler. Stadtraum und Mobilität.
- 1998: Peter Eisenman Architects. Building the Between.
- 1997: Peter C. von Seidlein. 1957–1997.
- 1997: Peter Haimerl. Streichelwand.
- 1997: Albert Kahn. Architekt der Moderne.
- 1997: David Chipperfield. Neue Projekte.
- 1996: Erich Schneider-Wessling... und das nenne ich reale Architektur
- 1995: Wilhelm Holzbauer. Projekte für Deutschland.
- 1995: Paolo Piva. Architektur.
- 1995: Harry Seidler. 40 Jahre Architektur.
- 1995: NORMAN FOSTER. Deutsche Projekte.
- 1995: Herman Hertzberger. Das Unerwartete überdacht.
- 1995: Felix Schürmann. Förderpreisträger für Architektur der Stadt München 1993
- 1994: Allmann, Sattler und Wappner. Förderpreisträger für Architektur der Stadt München 1993.
- 1994: Volker Staab. Erweiterung Maximilianeum München, Museum des 20. Jahrhunderts.
- 1994: Gustav Peichl. Skizze und Bauwerk.
- 1994: Massimiliano Fuksas, Rom und Paris... Stone Age.
- 1994: Otto Steidle und Verena von Gagern. Architectural, Zwischen Architektur und Fotografie.
- 1993: Auer & Weber. Werk und Schnitte.
- 1993: Günther Domenig. Das Steinhaus.
- 1993: Busso von Busse. Räume der Kirche
- 1992: Thomas Herzog. Gläserne Flügel, Bauten 1978 bis 1992.
- 1991: Richard J. Dietrich. Sieben Brücken.
- 1991: Studentenarbeiten der Universität Stuttgart. Hochhäuser für München auf der Achse Pasing-Hauptbahnhof.
- 1991: Herzog & de Meuron. Haus an einer Brandwand Basel.
- 1990: Daniel Libeskind. Jüdisches Museum Berlin.
- 1990: Giorgio Grassi. Stadtbibliothek Groningen.
- 1989: Deffner Voitländer. Badeoper Dantebad.
- 1989: Aldo Rossi. Deutsches Historisches Museum.
- 1988: Gabor Benedek. Baunoptikum.
- 1988: Richard Meier. Stadthaus Ulm.
- 1988: Stephan Braunfels. Arkaden.
- 1987: Helmut Jahn. Vier Projekte.
- 1987: Heinz Birg. Elvira - Nachruf auf eine verschwundene Fassade.
- 1987: Eberhard Stauß. Wohnen im Silo.
- 1986: Hans Dieter Schaal. Bühnenarchitekturen.
- 1986: Coop Himmelblau. Offene Architektur.
- 1986: Giorgio Grassi. Sagunt.
- 1985: Otto Steidle. Skizzen, Pläne, Häuser.
- 1985: Andreas Meck. Theresienwiese.
- 1985: Heinz Birg. Staatskanzlei.
- 1985: Haus-Rucker-Co. Marienhof München.

## Bücher (Auswahl)
- mit Andreas Meck (Hg.): Andreas Meck. Theresienwiese. Robert Pfeiffer, München 1985 mit einem Vorwort von Gerd Albers und Fotografien von Franz Wimmer
- Paolo Piva: Architektur Architekturgalerie München. Residenz Verlag, Salzburg und Wien 1995
- Thomas Herzog. Bauten / Buildings 1978 - 1992. Gerd Hatje, Stuttgart 1992
- Sir Norman Foster and Partners. Deutsche Projekte. German Projects. Architekturgalerie München, München 1995
- Perlen. Ausgewählte Bauten und Orte in München. Franz Schiermeier Verlag, München 2010 mit Beiträgen von Fritz Auer, Ruth Berktold, Nicola Borgmann, Wolfgang Brune, Matthias Castorph, Johannes Ernst, Dietrich Fink, Gerhard Hausladen, Andreas Hild, Andreas Meck, Bernd Meyerspeer, Nuyken von Oefele, Bernhard Peck, Muck Petzet, Amandus Sattler, Christoph Sattler, Peter Scheller, Martin Schnitzer, Johann Spengler, Ludwig Wappner, Westner Schührer Zöhrer, Rudolf Wienands, Sophie Wolfrum, Alexandra Zeilhofer und Florian Fischer
- Perlen. Ausgewählte Freiräume in München. Franz Schiermeier Verlag, München 2020 mit Beiträgen von Nicolette Baumeister, Matthias Castorph, Johannes Ernst, Benedict Esche, Peter Haimerl, Gottfried Hansjakob, Benedikt Hartl, Andreas Hild, Thomas Jocher, Karl R. Kegler, Elisabeth Merk,  Dionys Ottl, Ritz Ritzer, Amandus Sattler, Karin Schmid, Martin Schnitzer, studioeuropa, Christiane Thalgott, Ludwig Wappner, Westner Schührer Zöhrer, Sophie Wolfrum, Tochtermann Wündrich, Max Otto Zitzelsberger[4]